# David Butler (zapaśnik)
David Derek Butler (ur. 14 września 1957 w Muncie) – amerykański zapaśnik walczący w stylu klasycznym. Występował na Igrzyskach Olimpijskich w Seulu 1988. Odpadł w eliminacjach turnieju w wadze do 74 kg.
Złoty i srebrny medalista Igrzysk Panamerykańskich. Srebrny medalista mistrzostw panamerykańskich w 1992. Drugie miejsce w Pucharze Świata w 1987; trzecie w 1986 i 1988; czwarte w 1980 i 1985 i piąte w 1982. Dwukrotny medalista wojskowych MŚ w 1983 roku.